# Sinister (Band)
Sinister (lat. ‚der linke‘, später im engl. ‚unheilvoll‘) sind eine Death-Metal-Band aus Schiedam (Niederlande).

## Geschichte
Nach ihrem Demo Sacramental Carnage wurden Sinister vom deutschen Musiklabel Nuclear Blast unter Vertrag genommen. Die Band veröffentlichte drei Alben, die beim Publikum gut ankamen. Mike van Mastrigt bekundete ein starkes Interesse an Satanismus und Okkultismus; nach seinem Ausstieg entfernte das lyrische Konzept von Sinister sich davon. Der größte Teil der Band fühlte sich dem nicht verbunden, stattdessen schrieben der Bassist Alex Paul, der inzwischen die meisten Texte schreibt, und der neue Sänger antichristliche Texte.
Die Krise der Death-Metal-Szene Mitte der 1990er Jahre ging auch an Sinister nicht spurlos vorbei. Die Band trennte sich von Nuclear Blast und veröffentlichte Creative Killings beim niederländischen Label Hammerheart Records.
Dies führte nicht zu dem erhofften Aufschwung für die Band; man kehrte wieder zu Nuclear Blast zurück. Aufmerksamkeit erregte die Band zeitweise wegen ihrer Sängerin Rachel Heyzer. Ihre Growls waren von denen eines Mannes kaum zu unterscheiden. Rachel wurde nach einer Zeit durch einen männlichen Sänger ersetzt.
Die Band löste sich 2005 vorübergehend auf.

## Diskografie
- 1990 Sinister (Single)
- 1990 Putrefying Remains (Single)
- 1990 Perpetual Damnation (Demo)
- 1991 Split-Single mit Monastery
- 1991 Sacramental Carnage (Demo)
- 1992 Cross the Styx
- 1993 Diabolical Summoning
- 1995 Hate
- 1996 Bastard Saints
- 1998 Aggressive Measures
- 1999 Cross the Styx / Diabolical Summoning (Wiederveröffentlichung)
- 2001 Hate / Bastard Saints (Wiederveröffentlichung)
- 2001 Creative Killings
- 2003 Savage or Grace
- 2006 Afterburner
- 2006 Prophecies Denied (DVD)
- 2008 The Silent Howling
- 2010 Legacy of Ashes
- 2012 The Carnage Ending
- 2014 The Post Apocalyptic Servant
- 2015 Dark Memorials
- 2017 Syncretism
- 2020 Deformation of the Holy Realm